# Sam Schachter
Samuel "Sam" Schachter (North York, 8 mei 1990) is een Canadese beachvolleybalspeler. Hij nam twee keer deel aan de Olympische Spelen en won twee zilveren medailles bij de Gemenebestspelen.

## Carrière

### 2008 tot en met 2016
Schachter nam van 2008 tot en met 2010 mee aan drie wereldkampioenschappen bij de junioren. In 2010 werd hij met Garrett May in Alanya wereldkampioen onder de 21. Van 2011 tot halverwege 2013 vormde hij een team met Maverick Hatch. Het eerste jaar debuteerde het duo in de FIVB World Tour. Ze namen deel aan vijf toernooien met een negende plaats in Québec als beste resultaat. Het seizoen daarop bleven ze bij zes toernooien steken in de kwalificaties. In 2013 speelde het tweetal nog vier wedstrijden in de mondiale competitie, waarna Schachter van partner wisselde naar Josh Binstock. Het nieuwe duo nam dat jaar deel aan vier toernooien in de Noord-Amerikaanse competitie (tweede in Varadero) en won het National Volleyball League-toernooi (NVL) van Dallas. Het seizoen daarop deden Schachter en Binstock mee aan zes toernooien in de World Tour. Ze wonnen de Paraná Open door de Chileense neven Esteban en Marco Grimalt in de finale te verslaan en eindigden als tweede bij de Doha Open. Bij de Grand Slam van São Paulo werden ze vierde. In de continentale competitie behaalden ze bij vier toernooien drie podiumplaatsen en in de NVL boekten ze drie overwinningen.
In 2015 nam het duo deel aan tien internationale toernooien. Ze behaalden daarbij een tweede plaats in Poreč en een vijfde plaats in Fuzhou. Bij de wereldkampioenschappen in Nederland verloren ze in de achtste finale van de Amerikanen Jake Gibb en Casey Patterson. In eigen land eindigden ze als achtste bij de Pan-Amerikaanse Spelen. Het daaropvolgende seizoen kwamen Schachter en Binstock bij vijftien toernooien in de World Tour in actie. Bij de Cincinnati Open wonnen ze zilver achter Guto Carvalhaes en Saymon Barbosa en in Fuzhou en Sotsji bereikten ze de kwartfinales. Met Sam Pedlow en Grant O'Gorman wonnen ze in juli het tweede Canadese startbewijs voor het olympisch beachvolleybaltoernooi in Rio de Janeiro. Na het winnen van de onderlinge wedstrijd plaatsten Schachter en Binstock zich voor de Olympische Spelen. In Rio strandde het duo na drie nederlagen in de groepsfase. Ze sloten het jaar af met een negende plaats bij de seizoensfinale in Toronto.

### 2017 tot en met 2025

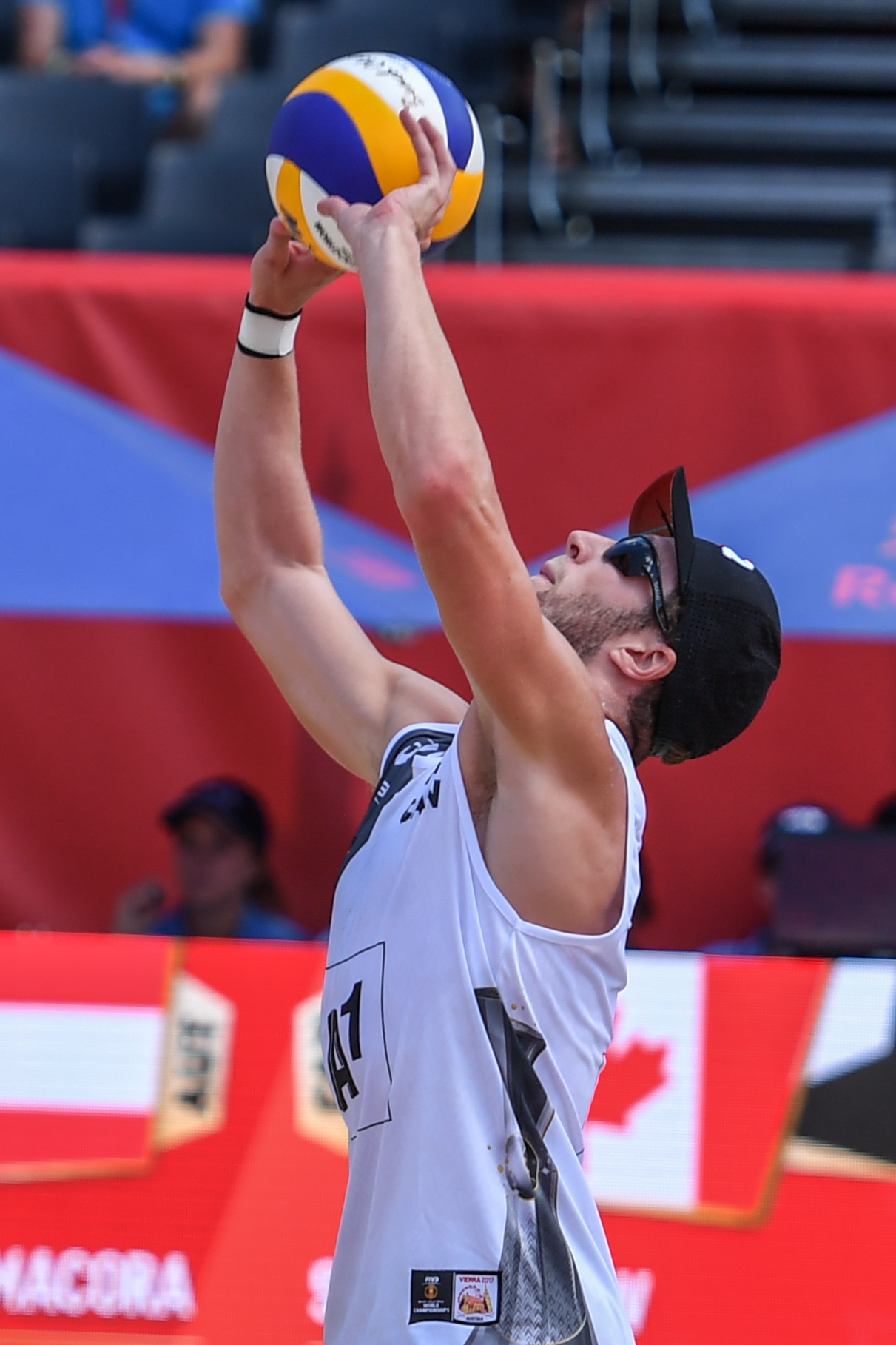
Schachter in actie bij de WK in Wenen (2017)

Van 2017 tot en met 2021 vormde Schachter een team met met Sam Pedlow. Het eerste seizoen namen ze deel aan zeven toernooien in de World Tour en noteerden ze enkel toptienklasseringen. In Den Haag en Gstaad bereikten ze de kwartfinales. Bij de WK in Wenen werden ze in de achtste finale uitgeschakeld door de Russen Vjatsjeslav Krasilnikov en Nikita Ljamin. Het jaar daarop deden ze mee aan negen mondiale toernooien met een vijfde plaats in Itapema als beste resultaat. Bij de Gemenebestspelen in Gold Coast wonnen Schachter en Pedlow de zilveren medaille achter het Australische tweetal Christopher McHugh en Damien Schumann. In seizoen 2018/19 speelden ze op dertien toernooien in de World Tour. Ze behaalden daarbij een vierde plaats in Yangzhou en een vijfde plaats in Espinho. Bij de WK in Hamburg verloren ze in de zestiende finale van de Brazilianen Alison Cerutti en Álvaro Filho. In het daaropvolgende seizoen kwamen ze tot twee negende plaatsen (Chetumal en Doha), voordat de competitie door de coronapandemie werd afgelast. In 2021 deden ze mee aan vier toernooien in de World Tour met twee zeventiende plaatsen als beste resultaat. Na afloop van het seizoen beëindigde Pedlow zijn carrière.
Van 2022 tot en met 2024 vormde Schachter een team met Daniel Dearing. Het eerste jaar namen ze deel aan vijf toernooien in de Beach Pro Tour – de opvolger van de World Tour – met een negende plaats bij het Challenge-toernooi van Doha als beste resultaat. Bij de WK in Rome werden ze in de zestiende finale uitgeschakeld door Kusti Nõlvak en Mart Tiisaar uit Estland. In Birmingham won Schachter met Dearing opnieuw de zilveren medaille bij de Gemenebestspelen, ditmaal achter Christopher McHugh en Paul Burnett. Het seizoen daarop deed het duo mee aan elf toernooien in de internationale competitie. Ze wonnen het Future-toernooi van Halifax en bereikten de kwartfinales in La Paz en Haikou. Bij de WK in Mexico verloren ze in de zestiende finale van de Australiërs Thomas Hodges en Zachery Schubert. In 2024 speelden Schachter en Dearing vijf toernooien in de Beach Pro Tour met een vijfde plaats in Recife als beste resultaat. Via de Noord-Amerikaanse kwalificaties plaatste het duo zich voor de Olympische Spelen in Parijs. Daar strandden ze in de tussenronde tegen Esteban en Marco Grimalt, nadat Dearing vanwege een blessure moest opgeven. Na afloop van de Spelen wisselde Schachter van partner naar Jonathan Pickett met wie hij dat jaar nog twee internationale wedstrijden speelde en met wie hij het jaar daarna actief was in de Beach Pro Tour.

## Palmares
Kampioenschappen
- 2010:  WK U21
- 2015: 9e WK
- 2017: 9e WK
- 2018:  Gemenebestspelen
- 2022:  Gemenebestspelen

FIVB World Tour
- 2014:  Paraná Open
- 2014:  Doha Open
- 2015:  Poreč Major
- 2016:  Cincinnati Open

Beach Pro Tour
- 2023:  Halifax Future